# عصبون
العَصَبُون (باللاتينية: Neurone أو Neuron) أو الخلية العصبية (بالإنجليزية: nerve cell)‏ هو خلية قابلة للاستثارة كهربائياً ويُمكنها معالجة ونقل المعلومات عبر إشارات كهربائية وكيميائية. تنتقل تلك الإشارات بين العصبونات عبر المشبك العصبي (بالإنجليزية: Synapse)‏، الذي هو روابط متخصصة تربط العصبون مع الخلايا الأخرى. تتصل العصبونات مع بعضها البعض لتشكّل شبكات عصبونية (بالإنجليزية:  neural networks)‏. العصبونات هي المكونات الأساسية للمخ (الدماغ) والنخاع الشوكي (بالإنجليزية: Spinal cord)‏ للجهاز العصبي المركزي، وهي أيضاً المكونات الأساسية للعُقَد العصبية (بالإنجليزية:  ganglia)‏ للجهاز العصبي الطرفي.
تشمل الأنواع المتخصصة للعصبونات:
1. عصبونات حسّية (بالإنجليزية:  sensory neurons)‏: وهي التي تستجيب للملمس والصوت والضوء وكل المستحثات الأخرى التي تؤثّر في خلايا الأعضاء الحسّية التي ترسل تلك الإشارات بدورها إلى النخاع الشوكي والمخ.
2. عصبونات حركيّة (بالإنجليزية:  motor neurons)‏: وهي التي تستقبل الإشارات من المخ والنخاع الشوكي، فتسبّب انقباض العضلات، وتؤثر في إنتاج الغُدِّد.
3. عَصَبونات مُتَوَسِّطة (بالإنجليزية:  interneurons)‏: وهي التي تربط العصبونات ببعضها البعض في نفس المنطقة من المخ أو النخاع الشوكي في الشبكات العصبونية.

فالعصبون هو الوحدة العصبية الأساسية أو الخلية العصبية التي تكوّن بتشابكاتها مع عصبونات أخرى الألياف العصبية التي تكوّن بدورها الأعصاب. يتألف كل عصبون من جسم الخلية الأساسي الذي يحوي جميع العضيّات الخلوية الحيوانية لكنه يتميز بامتلاكه تشعّبات عديدة تصله بغيره من العصبونات، كما يمتلك تفرعًا وحيدًا طويلاً مدعمًا بغلاف صلب يدعى المحوار (باللاتينية: axon).
يتكوّن العصبون:
1. الجسم (بالإنجليزية: soma)‏.
2. الزوائد الشجرية (أو التّغصّن) (بالإنجليزية: dendrites)‏.
3. المحور العصبي (أو المِحْوَار[4]) (بالإنجليزية:  axon)‏.

جسم الخلية يحتوي على نواة الخلية ويبرز من سطحة تغصنات أو تشعبات للخارج لها علاقة في استقبال أو نقل الإشارات الكهربائية. ويستقبل جسم العصبون الإشارات الكهربائية (العصبية) من العصبونات الأخرى عن طريق التغصنات من عصبون خلية أخرى أو من محوار عصبون آخر عن طريق مشابك (بالإنجليزية:  Synapsis)‏، والمشبك هو فضاء عند التقاء غصن عصبون أو محوار عصبون مع عصبون خلية أخرى لنقل الإشارات الكهربائية عن طريق مواد كيماوية تُسمى النواقل العصبية. والنواقل العصبية عديدة، منها الأسيتيل كولين والأدرينالين والنورأدرينالين.
محوار العصبون هو امتداد يخرج من جسم الخلية وينقل الإشارات الكهربائية من العصبون. والمحوار مُغلف من الخارج بصفائح المايلين (النُخاعين) وهي مادة عازلة للمحور وضرورية لنقل الإشارات الكهربائية فيه، في الجهاز العصبي المركزي الخلايا الدبقية قليلة التغصنات (بالإنجليزية: Oligodendrocytes)‏ هي المسؤولة عن إنتاج المايلين، أما في الجهاز العصبي المُحيطي فخلايا شوان (بالإنجليزية: Schwann Cells)‏ هي المسؤولة عن إنتاج (المايلين).

## أنواع الخلايا العصبية
وتقسم الخلايا العصبية بالنسبة لعدد المحاوير الاسطوانية إلى ثلاثة أنواع:
1. عصبون أحادي القطب: لها استطالة محورية؛ تتشعب بعد خروجها من جسم الخلية الشعبيين: إحداهما المحوار، والثانية الاستطالة الهيولية؛ فيأخذ العصبون شكل حرف (T)، ويوجد هذا النوع في العقد الشوكية التي توجد على الجذور الخلفية الحسية للأعصاب الشوكية ووظيفتها حسية.

1. عصبون ثنائي القطب: لها استطالتان: الأولى هو المحوار، والثانية هي استطالة هيولية تشبهه؛ تنبثقان من كل من نهايتي جسم الخلية، نمير بينهما حسب اتجاه السيالة، وتوجد في شبكية العين بالأخص الطبقة الوسطى من الوريقة الداخلية ووظيفتها حسية.

1. عصبون متعدد القطبية: لها محوار واحد، واستطالات هيولية قصيرة عدة، توجد في القرون الأمامية النخاع الشوكي في المادة الرمادية، اذ تأخذ شكلاً نجمياً، وفي قشرة المخ بالأخص الباحات المحركة تأخذ شكلاً هرمياً، ويمكن أن يصل طول المحوار الإسطواني فيها إلى متر ووظيفتها حركية.

1. "'عصبون عديم المحوار: "عصبونات صغيرة لديها تغصنات شجيرية كثيرة وليس لها محوار، وتوجد في الدماغ وفي بعض الأعضاء الحواس، ووظيفتها غير معروفة بشكل كافٍ".

أما حسب الوظيفة فتقسم الخلايا العصبية إلى ثلاثة أنواع رئيسية، هي:
1. خلية عصبية حسية: تعمل على نقل الإحساسات من عضو الاستقبال إلى الجهاز العصبي المركزي، وتنتشر على الجلد وأعضاء حسية كالعين والأذن واللسان والأنف.

1. خلية عصبية محركة: تعمل على نقل الأوامر إلى أعضاء الاستجابة التي قد تكون إرادية أو غير إرادية، كالعضلات المخططة أو الملساء أو الغدد.

1. خلية عصبية موصلة: تعمل على ربط العصبونات المتجاورة.

وتجدر الإشارة إلى أن الجهاز العصبي لا يتكون كليًا من الخلايا العصبية فقط، بل هناك بين العصبونات خلايا بنائية مختلفة الأشكال والوظائف تدعى الدبق العصبي (Glia) وظيفتها نقل الأغذية والأوكسجين إلى العصبونات ونقل الفضلات من العصبونات إلى الدم.

## التشريح والأنسجة

مخطط توضيحي لخلية عصبية في الفقاريات

العصبون أو الخلايا العصبية هي خلايا ذات درجة عالية من التخصص من أجل معالجة ونقل الإشارات الخلوية. ونظراً لتنوع المهام التي تؤديها الخلايا العصبية في أجزاء مختلفة من الجهاز العصبي فلذلك تختلف اختلاف واسع في أشكالها وأحجامها، وهذه الخصائص الكهروكيميائية يمكن أن تختلف حسب حجم جسم الخلايا العصبية من 4-100 ميكرومتر في القطر
.
- جسم الخلية (بالإنجليزية: soma)‏ أو (بالإنجليزية: cell body)‏ هو الجزء المركزي من الخلايا العصبية. وهو يحتوي على نواة الخلية، وبالتالي هو المكان الأكثر تخليقا للبروتين. ويتراوح قطر النواة بين 3-18 ميكرومتر.[6]

## الجهاز العصبي
تُعد العصبونات المكون الرئيسي للجهاز العصبي، إلى جانب خلايا الدبق العصبي التي تزود الخلايا العصبية بالدعم البنيوي والاستقلابي. يتألف الجهاز العصبي من جهاز عصبي مركزي يشمل الدماغ والنخاع الشوكي، والجهاز العصبي المحيطي، الذي يشمل الجهازين العصبيين الذاتي والجسدي. في الفقاريات، تنتمي غالبية العصبونات إلى الجهاز العصبي المركزي، لكن يستقر بعضها في العقدة المحيطية، وتتركز الكثير من العصبونات الحسية في أعضاء الحس كشبكية العين وقوقعة الأذن.
يمكن للمحاور العصبية أن تتجمع في حزم عصبية صغيرة لتشكل الأعصاب في الجهاز العصبي المحيطي (تشبه حزم الأسلاك التي تشكل الكابلات). تُدعى حزم المحاور العصبية التي تقع في الجهاز العصبي المركزي السبيل العصبي.

## التشفير العصبي
يهتم التشفير العصبي بكيفية تمثيل الإحساس والمعلومات الأخرى في الدماغ عبر العصبونات. الهدف الرئيسي من دراسة التشفير العصبي هو تمييز العلاقة ما بين المنبه والاستجابات العصبية التي قد تكون فردية أو ضمن مجموعة، بالإضافة إلى فهم العلاقات الناشئة عن النشاطات الكهربائية للعصبونات الموجودة ضمن المجموعة الواحدة. يُعتقد أن العصبونات تستطيع تشفير المعلومات الرقمية منها والتشابهية.

## العصبونات في الدماغ
يتنوع عدد العصبونات في الدماغ بشكل كبير من نوع لآخر. في البشر، يقدر عدد العصبونات بنحو 10-20 مليارًا في القشرة المخية أما في المخيخ فيبلغ عددها 55-70 مليارًا. بشكل معاكس، تملك الدودة الأسطوانية الربداء الرشيقة 302 عصبونًا فقط، ما يجعلها نموذجًا حيًا مثاليًا لتخطيط العصبونات. تملك ذبابة الفاكهة دروسوفيلا ميلانوجاستر، وهي عينة شائعة في التجارب البيولوجية، ما يقارب 100,000 عصبون وتظهر العديد من السلوكيات المعقدة. تمتد خواص العصبونات، من نوع النواقل العصبية إلى تركيب القناة الأيونية، لتشمل جميع الأنواع، ما يمكن العلماء من دراسة العمليات التي تحدث في الكائنات الحية المعقدة ضمن أنظمة تجريبية أبسط بمراحل.

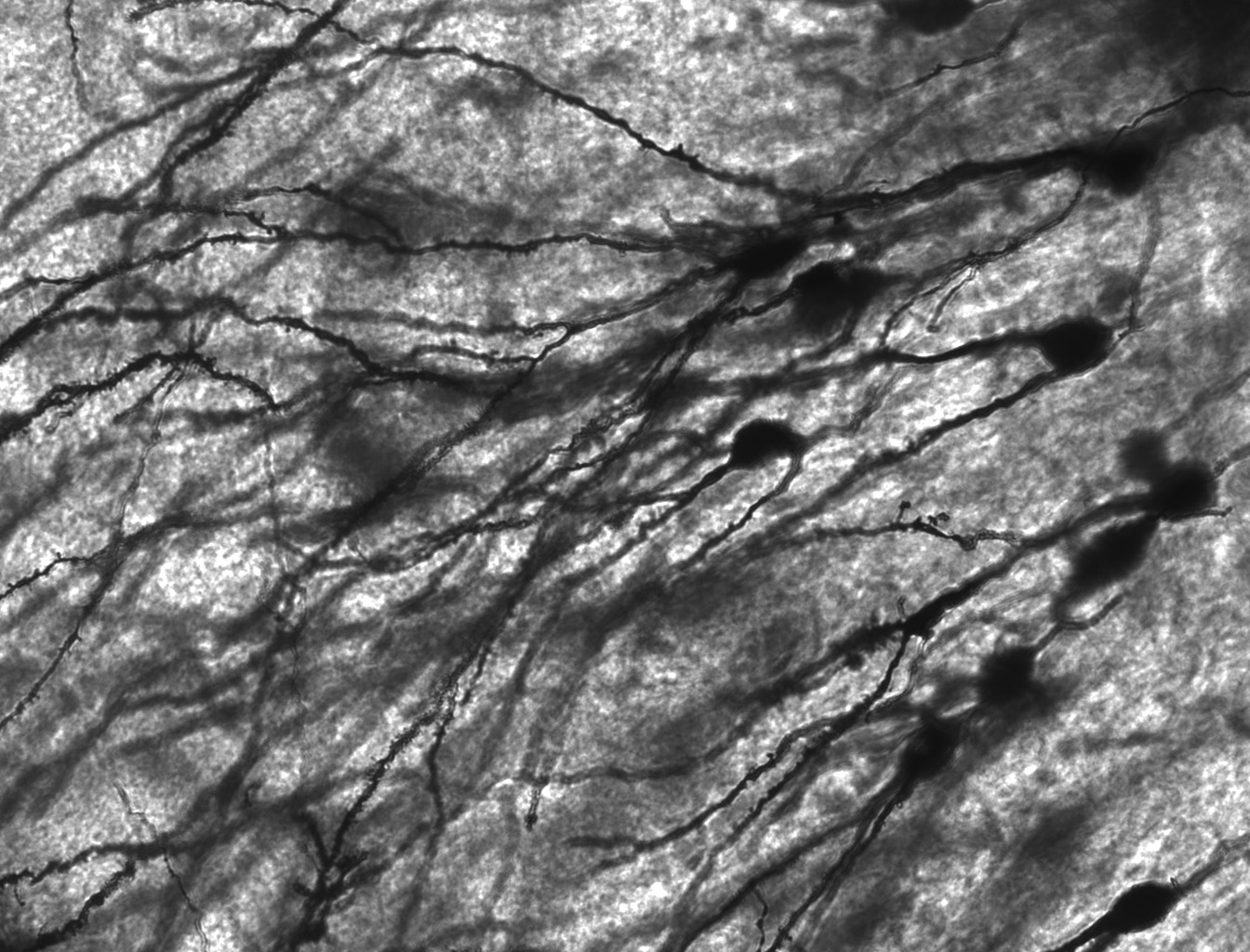
جولجي في الخلايا العصبية حصينية الأنسجة للإنسان